# Big Mello
Curtis Donnell Davis (7 de agosto de 1968 - 15 de junho de 2002), mais conhecido pelo seu nome artístico Big Mello, foi um rapper estadunidense com origem em Houston, Texas. Iniciou em 1992 como membro do grupo Screwed Up Click e lançou três álbuns durante sua vida.
Faleceu em 15 de junho de 2002 vítima de um acidente automóvel, quando perdeu o controle do carro que dirigia e matou a ele e um companheiro.

## Discografia
- 1992: Bone Hard Zaggin'
- 1995: Wegonefunkwichamind
- 1996: Southside Story
- 2002: The Gift
- 2003: Done Deal